# Kathryn Stockett
Kathryn Stockett là một tiểu thuyết gia người Mỹ. Cô được biết đến với cuốn tiểu thuyết đầu tay năm 2009, The Help, kể về những người giúp việc người Mỹ gốc Phi làm việc trong các hộ gia đình da trắng ở Jackson, Mississippi, trong những năm 1960.

## Nghề nghiệp
Stockett làm việc trong lĩnh vực xuất bản tạp chí khi sống ở Thành phố New York trước khi xuất bản cuốn tiểu thuyết đầu tiên của mình, mà cô bắt đầu viết sau vụ tấn công ngày 11 tháng 9.
The Help đã mất năm năm để hoàn thành, và cuốn sách đã bị 60 nhân viên văn học từ chối trước khi đặc vụ Susan Ramer đồng ý đại diện cho Stockett. The Help đã được xuất bản bằng 42 ngôn ngữ. Tính đến tháng 8 năm 2012, The Help đã bán được mười triệu bản và dành hơn 100 tuần trong danh sách Sách bán chạy nhất của The New York Times. The Help leo lên bảng xếp hạng bán chạy nhất một vài tháng sau khi nó được phát hành.